# Донати, Анжело
Анджело Донати (3 февраля 1885 — 30 декабря 1960) — еврейский банкир и филантроп, дипломат Сан-Марино в Париже.

## Биография
Анжело происходил из одной из самых важных семей еврейской общины Модены, чьё происхождение восходит ко второй половине 16-го века, когда Донато Донати, живший в Финале-Эмилии, получил от герцога Чезаре д’Эсте разрешение на введение посадка гречихи в герцогстве Модена и Реджио.
Отец Анджело, Сальваторе, был купцом. Среди его семи братьев, Лаззаро был банкиром, Мандолино — менеджером Conceria Pellami, Амедео — президентом Modena Accountants, Федерико — юристом, Бенвенуто — профессором философии права, Нино — производителем соломенных шляп во Флоренции. Среди его двоюродных братьев, Донато был президентом Университета Мачерата, Марио — всемирно известным хирургом, Пио — юристом и членом итальянского парламента от Итальянской социалистической партии и антифашистом. Среди своих дядей Ладзаро был банкиром и с 1911 по 1932 год членом исполнительного совета Cassa di Risparmio delle Provincie Lombarde, Аугусто был юристом и президентом Пио Альберго Тривульцио и приюта Мартинитта и Стеллина с 1900 года до своей внезапной смерти в 1903 году. Его племянник Энрико Донати был известным художником-сюрреалистом, который умер в Нью-Йорке в 2008 году.
После окончания юридического факультета и банковской практики в Милане и Турине он ушел на войну в мае 1915 г., воевал в окопах в звании капитана пехоты, в 1916 г. пошёл в авиацию и выполнил множество боевых задач, затем был отправлен во Францию с связующие обязанности между итальянской и французской армиями. В 1919 году он поселился в Париже и стал способным менеджером различных компаний как в Италии, так и во Франции. С 1925 по 1932 год он был генеральным консулом Республики Сан-Марино, с 1932 по 1939 год он был президентом Итальянской торговой палаты в Париже, эту обязанность он должен был оставить за фашистскими расовыми законами против евреев. Он был удостоен титула Grand’Ufficiale итальянской короны и титула Commendatore dell’Ordine di Sant’Agata в Сан-Марино, а в 1936 году французское правительство присвоило ему титул Commandeur of the Légion d’honneur.

## Помощь евреям
В начале 1943 года Донати подготовил амбициозный план переселения тысяч евреев из южной Франции в Палестину при поддержке властей Италии, Ватикана, Великобритании и США. В августе того же года, он беседовал с британскими и американскими послами в Ватикане, Осборном и Титманом, и ему помогала предусмотрительная и напряжённая работа французского капуцина отца Мари-Бенуа, который был связан с итальянско-еврейской организацией по оказанию помощи DELASEM.
Намерение состояло в том, чтобы отправить в Италию максимально возможное количество еврейских беженцев, а оттуда переправить их в Северную Африку на четырёх кораблях («Дуилио», «Джулио Чезаре», «Сатурния», «Вулкания»), оплаченных Еврейским объединённым комитетом. В Риме были подготовлены паспорта. Правительство Бадольо выбрало места, где беженцам будет оказано гостеприимство, и заверило возможность операции до раскрытия перемирия с союзниками, которое было подписано 3 сентября.
Однако, когда король Италии подписал перемирие с союзниками, план провалился. Донати, который планировал вернуться в Ниццу для организации перевода, к счастью, остановили во Флоренции, потому что в Ницце его ждало гестапо, чтобы арестовать, его квартиру разграбили. Разыскиваемый немцами также в Италии, он скрывался в течение трех месяцев, сначала в Тоскане, а затем в Ломбардии, затем ему удалось укрыться в Швейцарии 14 октября 1943 года в Стабио с несколькими племянниками. Из Монтрё, где он жил, Донати пытался выяснить, что случилось с депортированными евреями, оказывая давление на Международный Красный Крест и встречаясь в Берне с Апостольским нунцием и британскими, американскими и итальянскими дипломатами.

## Послевоенная жизнь
В 1945 году итальянское правительство пригласило Донати вернуться во Францию и назначило его генеральным помощником делегата Красного Креста.
По согласованию с послом Италии в Париже Джузеппе Сарагатом (впоследствии президент Итальянской Республики) он вел переговоры с французским правительством об оказании помощи и освобождении итальянских военнопленных и гражданских интернированных. Он также был назначен временным поверенным в делах Республики Сан-Марино в Париже, а в ноябре 1953 года назначен полномочным министром.
Благодаря хорошим отношениям с апостольским нунцием в Париже, Анджело Ронкалли (впоследствии Папой Иоанном XXIII), Донати помог в 1953 г. раскрыть окончательное дело двух еврейских детей, спасённых от депортации католическими монахинями, которые не хотели их возвращать. своим дядям после войны, потому что они были крещены.
Донати насильно отказался от роли героя или благодарственных писем, но получил заявления и благодарственные письма от еврейских организаций Ниццы и отдельных евреев.
Он усыновил двух еврейских детей девяти и десяти лет, чьи немецкие, еврейские родители были депортированы из Франции и убиты в нацистских немецких концентрационных лагерях, расположенных на оккупированной польской земле. Слуга Донати, Франческо Моральдо, спрятал их в Креппо в муниципалитете Триора в Лигурии, где он родился, после бегства Донати в Швейцарию.
Донати умер в Париже. 3 и 4 февраля 2016 года город Ницца организовал торжества в его память. Торжества начались в синагоге и завершились открытием мемориальной доски на Английской набережной на углу улицы Кронштадт перед отелем Negresco